# Ichtegem
Ichtegem är en kommun i Belgien.   Den ligger i provinsen Västflandern och regionen Flandern, i den västra delen av landet, 100 km väster om huvudstaden Bryssel. Antalet invånare är 13 918.
Trakten runt Ichtegem består till största delen av jordbruksmark. Runt Ichtegem är det tätbefolkat, med 369 invånare per kvadratkilometer.